# Абрахам Симпсон
А́брахам Джей-Джебидая ,,Эйб" Си́мпсон (англ. Abraham Jay-Jebediah "Abe" Simpson), также известный как Дед (Grampa) — вымышленный персонаж, один из второстепенных героев телевизионного мультсериала «Симпсоны», которого озвучивает Дэн Кастелланета. Также фигурировал в комиксах и видеоиграх по мотивам франшизы. Обитатель Спрингфилдского Дома престарелых.

## Биография

### Юность
Абрахам Джей Симпсон родился, как он сам говорит, «в старом Свете» в семье Орвилла Симпсона и Юмы Хикмен. Судя по акценту его отца, вероятно, его родиной является Шотландия или Северная Англия, но точно Эйб не помнит. О его прошлом можно в основном узнать лишь по его собственным рассказам, но они зачастую непоследовательны и противоречат ходу истории, что говорит о периодическом впадении его в маразм. Например, однажды он назвал Сару Бернар бывшим президентом США и провозгласил себя человеком, инициировавшим противостояние кошек и собак.
Эйб утверждает, что когда его семья иммигрировала в США, первое время они жили внутри Статуи Свободы, до тех пор, пока её голова полностью не заполнилась мусором. Затем Эйб жил в Олбани, штат Нью-Йорк, где, как он говорит, его признали «самым симпатичным парнем». Во время Первой мировой войны он вступил в Армию США, солгав о своём возрасте (он показан совсем ещё малышом в своих воспоминаниях).
В эпизоде «Эйб на миллион долларов» он упоминает, что ему 86 лет. Неясен его возраст относительно Чарльза Монтгомери Бёрнса, так как в историях о Второй мировой войне Эйб иногда появляется в роли старшего, но Монтгомери Бёрнс зачастую в сериале считается старейшим жителем Спрингфилда.
Эйб являлся членом различных социальных организаций: коммунистической партии, ордена масонов; по неизвестной причине был президентом Ассоциации гомосексуалов и лесбиянок, входил в дружину «Летучие пираньи» (организация, учреждённая Эйбом и его однополчанами во время Второй мировой).
Также, по заявлениям Эйба, он участвовал в Летних Олимпийских играх 1936 года в Берлине. Во время соревнований по метанию копья он чуть не убил Адольфа Гитлера, но промахнулся и попал в офицера СС, который хотел убить фюрера. Несколькими годами позже, как утверждает Симпсон, они с Гитлером смеялись над этим случаем во время совместного обеда. В последней серии 9 сезона утверждал, что был награждён Железным крестом, после того как по его вине было потеряно несколько единиц военной техники.
В 14 серии 24 сезона Gorgeous Grampa указывается, что в молодости он был профессиональным рестлером.

### Семья
Абрахам Симпсон — покинутый муж Моны Симпсон, ныне покойной, отец Гомера Симпсона, свёкор Мардж Симпсон и дедушка Барта, Лизы и Мэгги. Также у него есть двое внебрачных детей: дочь Эбби от англичанки Эдвины (познакомились во время Второй мировой) и сын Герберт Пауэлл — плод случайной связи с женщиной лёгкого поведения на ярмарке (родился незадолго до свадьбы Эйба и Моны). Был женат на ныне покойной Эмбер Пайгоу Симпсон, официантке из Лас-Вегаса, на которой до этого женился Гомер.
У Эйба есть брат Сайрус (появился в серии «Рождественские истории Симпсонов»), которого считали погибшим во время Второй мировой, но позже обнаружилось, что Сайрус выжил и поселился на Таити в окружении пятнадцати жён.
В конце серии «Million Dollar Abie» дедушка Симпсон упоминает также брата по имени Билл.

### Интересы
Абрахам Джей Симпсон очень любит смотреть телевизор. Дедушка Симпсон часто пишет жалобы на телевидение, причём претензии его зачастую весьма абсурдны — например, он просит не использовать в телевизионных программах такие слова, как «возбуждённый» или «бюстгалтер», и просит не показывать стариков как «жизнерадостных живчиков». Известно, что он пытался вести переписку с Борисом Карлоффом, но актёр потребовал прекратить писать ему, угрожая принять меры. Одна из его любимых программ — «Колесо фортуны» (ради неё он однажды даже переключил специальный выпуск новостей, в котором говорилось о надвигающейся ядерной катастрофе в Спрингфилде), и, конечно же, сериал «Мэтлок» о пенсионере-детективе.
Дедушка Симпсон любит в разговорах вспоминать свою жизнь, однако из-за своего маразма он часто путает факты с фантазиями, в результате чего его россказням никто не верит.
Умеет играть на трубе и фортепиано, любимая группа — Оркестр Гленна Миллера

### Работа
- Сержант, лётчик и танцор канкана во время Второй мировой войны.
- Матадор в серии «Эйб на миллион долларов».
- Сотрудник «Красти Бургера».
- Швейцар в магазине Спрол-март в серии «Жирный и пушистый».
- «Сценарист» мультсериала «Щекотка и Царапка», хотя на самом деле работу за него выполняли Барт и Лиза.
- В прошлом: владелец игрового центра Simpson Laser Tag в серии «That 90’s Show».
- Чистильщик обуви на железнодорожной станции (в детстве).
- 40 лет проработал ночным сторожем в хранилище клюквы.
- Был рестлером, играл на публику, Монтгомери Бернс его самый большой фанат.

## Серии с участием Эйба
Список эпизодов, где Эйб играл значительную роль:
- «Old Money» — дедушка Симпсон знакомится с Беатрис Симмонс и, получив наследство после её смерти, размышляет, куда ему потратить деньги.
- «The Front» — Барт и Лиза пишут сценарии для любимого мультфильма под именем Абрахама Симпсона.
- «Lady Bouvier’s Lover» — Эйб начинает ухаживать за Жаклин Бувье, матерью Мардж.
- «Homer Simpson in: «Kidney Trouble»» — почки дедушки взрываются, и только Гомер может спасти его жизнь.
- «The Old Man and the Key» — едет за своей новой любовью в Миссури.
- «Million Dollar Abie» — дедушка Симпсон становится участником корриды.
- «Raging Abe Simpson and His Grumbling Grandson in “The Curse of the Flying Hellfish”» — получает сокровище «Летающих Пираний».

## Отзывы и влияние
Некоторые авторы видят в Эйбе Симпсоне сущность «социальной разобщённости» жителей Спрингфилда, а также проблему взаимоотношений между поколениями.
Один из источников указывает, в частности, что несмотря на целостность семьи Симпсонов и сильные моральные устои некоторых её членов (Мардж, Лизы), Эйб оказывается фактически исключённым из её состава. По мнению рецензентов, одиночество Эйба — ирония над размеренной жизнью Спринфилдского общества, «зияющая дыра» в его системе ценностей. Отмечается, что проявление Симпсонами-младшими искренней любви к Эйбу на самом деле только подчёркивает его одиночество. В качестве примера приводится эпизод Lisa’s First Word, когда Гомер одолжил у Эйба значительную сумму на покупку собственного дома, в благодарность сказав отцу «ты подарил мне жизнь» и пригласив его жить вместе с семьёй. Однако уже через некоторое время на вопрос Барта «когда же ты увезёшь деда в дом престарелых?» Гомер радостно восклицает: «через три недели». Кроме того, указывается, что даже во время нечастых визитов в дом престарелых Симпсоны-младшие общаются с Эйбом без особого желания, просто «из чувства долга», откровенно демонстрируя, что тяготятся его обществом.
Рецензенты другого издания в основном разделяют эту точку зрения, но добавляют, что хотя Эйб не считает нужным переезжать из дома престарелых назад к Симпсонам-младшим, он испытывает серьёзный недостаток их внимания и всегда очень ждёт приезда Гомера, Мардж и внуков. Когда же Эйб сам навещает Симпсонов-младших, то сталкивается с довольно холодным и равнодушным приёмом, несмотря на его неловкие попытки сблизиться с семьёй. По мнению авторов, здесь раскрывается одна из главных социальных проблем сериала: старики в Спрингфилде практически не имеют авторитета и уважения, а являются «тяжёлым бременем» для общества, и поэтому их просто «изолируют» в специализированных учреждениях, отличающихся от остального мира своей мрачной атмосферой. Также издание сравнивает Эйба и Монтгомери Бёрнса. Эти два персонажа в чём-то похожи (оба являются объектами шуток касательно их возраста), но при этом заметно отличаются друг от друга: Бёрнс располагает огромной властью и влиянием, но у него нет семьи и по этой причине ему некому передать накопленный опыт и знания, — в то время как у Эйба, наоборот, есть дети и внуки, но не знает, как укрепить свой авторитет в их глазах.
В то же время издание Peoples.com отмечает, что Эйб в молодости был довольно строг к маленькому Гомеру, и тот, даже повзрослев, так и не смог простить его. Этим объясняется дистанция между Эйбом и Симпсонами-младшими, которая заметна на протяжении всего сериала. Хотя при этом авторы оговариваются, что несмотря не непростые отношения с отцом, Гомер всё же очень его любит. Ещё один источник добавляет, что суровое воспитание Эйба оказало значительное влияние на характер Гомера, и теперь он стремится быть не таким строгим со своими детьми. Кроме того, Гомер всё ещё нуждается в одобрении со стороны отца, но тот по-прежнему настроен достаточно критично по отношению к сыну. Также Гомер нередко предпринимает попытки наладить отношения с Эйбом, однако не имеет в этом особого успеха.
Эйб Симпсон занял 9 строчку из 20 лучших персонажей Симпсонов всех времён по версии журнала Paste. Критики назвали его «взрослой версией Ральфа». Телевизионная сеть ABC поставила Эйба на 10 место (из 10) среди персонажей, наиболее часто появляющихся в сериале — Эйб появлялся в 204 эпизодах. Такое большое количество появлений рецензенты объясняют тем, что дедушка Симпсон является частью уходящей истории и «голосом прошлого». Также большой интерес для зрителя представляют отношения Гомера с отцом, адаптация Эйба к роли дедушки и поиски его «второй половинки».
В книге «NOFX: ванна с гепатитом и другие истории» автор цитирует одну из фраз Эйба: «неужели я на самом деле такой старый?».